# Oncophorus striatus
Oncophorus striatus là một loài Rêu trong họ Dicranaceae. Loài này được (Schrad.) Lindb. mô tả khoa học đầu tiên năm 1879.